# Balgari
Balgari es un pueblo en el municipio de Tsarevo, en la Provincia de Burgas, en el sudeste de Bulgaria.
En 2015 tiene 73 habitantes.
Se ubica unos 15 km al suroeste de la capital municipal Tsarevo, sobre la carretera 99.